# ميغيل سيماو
ميغيل سيماو (26 فبراير 1973 في بورتو في البرتغال – )؛ هو لاعب كرة قدم سابق كان يلعب كمهاجم.

## وصلات خارجية
- ميغيل سيماو على موقع الاتحاد الدولي (مؤرشف)  (الإنجليزية)
- ميغيل سيماو على موقع رابطة كرة القدم اليابانية للمحترفين (اليابانية)
- ميغيل سيماو على موقع قاعدة بيانات كرة القدم.إي يو (الإنجليزية)
- ميغيل سيماو على موقع Soccerbase.com (لاعب) (الإنجليزية)
- ميغيل سيماو على موقع عالم كرة القدم.نت (الإنجليزية)